# Peter Eržen
Peter Eržen, slovenski smučarski skakalec, * 13. december 1941, Kranj.
Eržen je za Jugoslavijo nastopil na Zimskih olimpijskih igrah 1964 v Innsbrucku, ko je bil 39. na veliki in 50. na srednji skakalnici, in na Zimskih olimpijskih igrah 1968 v Grenoblu, ko je bil 44. na veliki in 51. na srednji skakalnici. 6. januarja 1966 je osvojil šesto mesto na tekmi turneje štirih skakalnic v Bischofshofnu, 6. januarja 1967 pa deveto mesto v Innsbrucku.